# Anne Janssen
Anne Janssen (* 31. August 1982 in Jever) ist eine deutsche Politikerin (CDU) und Lehrerin. Sie ist seit 2021 Mitglied des Deutschen Bundestages. Sie zog auf Platz 6 über die Landesliste der CDU Niedersachsen in das Parlament ein.

## Leben
Janssen ist in Jever geboren und im benachbarten Wittmund aufgewachsen. Nach dem Abitur machte sie eine Ausbildung zur Krankenschwester im Krankenhaus Wittmund. Anschließend arbeitete sie im Krankenhaus und in der ambulanten Pflege, ehe sie in Oldenburg Lehramt studierte. Nach dem Abschluss des Studiums arbeitet sie als Grundschullehrerin an der Finkenburgschule in Wittmund. Janssen ist verheiratet und hat drei Kinder. Sie ist evangelisch-lutherischer Konfession.

## Abgeordnete
Im Bundestag gehört Janssen als ordentliches Mitglied dem Familienausschuss an. Zudem ist sie als Mitglied im Gesundheitsausschuss sowie im Ausschuss für Tourismus vertreten.